# 25 (Adele)
25 è il terzo album in studio della cantante britannica Adele, pubblicato il 20 novembre 2015 dalla XL Recordings.
L'album ha segnato il ritorno della cantante dopo quattro anni in cui si era allontanata dalle scene musicali, periodo nel quale ha sofferto del blocco dello scrittore, rimandando di conseguenza le sessioni di registrazione del disco. Con oltre 500 000 preordini solo negli Stati Uniti d'America, il più preordinato della storia, in pochi minuti dalla sua uscita l'album ha raggiunto la prima posizione di 110 paesi del mondo.
Da esso sono stati estratti quattro singoli. Il primo, Hello, diffuso il 23 ottobre 2015, ha riscosso un grande successo a livello mondiale, arrivando primo in numerose classifiche. I successivi, di altrettanto successo, sono stati When We Were Young, uscito a gennaio 2016, Send My Love (to Your New Lover), reso disponibile 13 maggio, e Water Under the Bridge, pubblicato il 4 novembre.

## Produzione
A seguito dell'enorme successo ottenuto con il secondo album 21 nel 2011, nella prima metà del 2012 Adele ha ammesso più volte di aver considerato l'idea di abbandonare per un po' l'industria musicale, soprattutto in seguito alla nascita del suo primo figlio, Angelo James Konecki, dato alla luce in quell'anno e avuto dalla relazione con il suo compagno Simon Konecki. Prima delle sessioni di registrazioni dell'album, la cantante ha dichiarato in un'intervista concessa a Rolling Stone che la sua intenzione non era quella «di creare un nuovo disco simile a 21, ma di voler creare un album che suonasse come una rivoluzione musicale» per lei.
Prima ancora della sua uscita, 25 è stato indicato da molte riviste musicali importanti, tra cui Billboard, Fuse e SMH, come il disco più atteso del 2015, parlando del fatto che «se 25 fosse stato pubblicato nel 2015, avrebbe potuto dominare l'anno»: prima dell'annuncio ufficiale della sua pubblicazione, fan e giornalisti ipotizzarono l'idea che il nuovo album si sarebbe potuto chiamare 25, pensando che Adele avrebbe continuato a dare come titolo ai suoi album il numero dei propri anni, cosa avvenuta nel caso di 19 e 21. Alla vigilia del suo 26º compleanno, Adele ha postato un messaggio ai fan su Twitter in cui ha annunciato il titolo del disco e della sua pubblicazione.

## Scrittura e registrazione

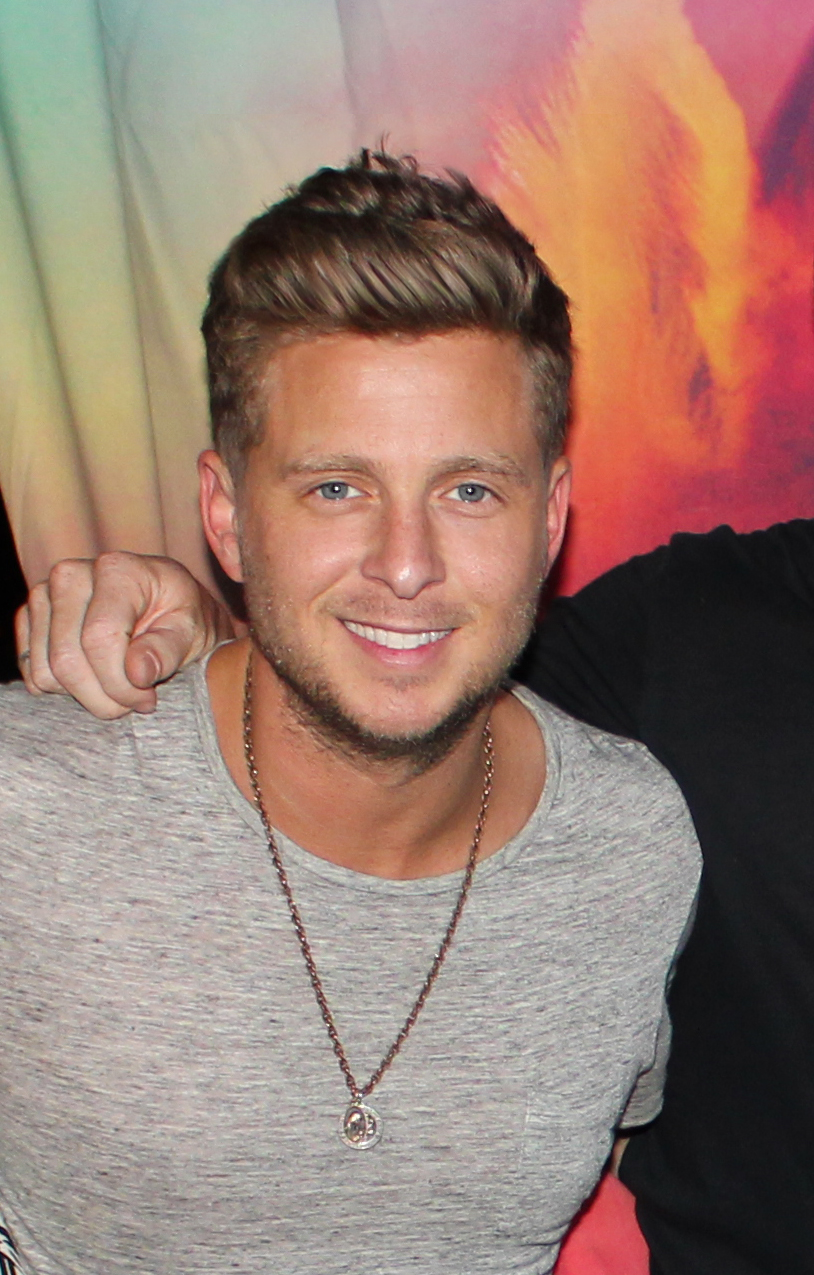
Ryan Tedder degli OneRepublic è stato uno dei più fidati collaboratori di Adele per la pubblicazione di 25.

Il disco è stato inciso e registrato in vari studi discografici di Londra, tra cui i Metropolis Studios, gli Eastcote Studios e nei Dean Street Studios. La seconda fase delle registrazioni in studio si sono svolte invece a Stoccolma negli MXM Studios e alla fine il materiale è stato missato e riarrangiato in varie città del mondo, come New York, Virginia Beach e Los Angeles.
Il 10 febbraio 2013, la cantante ha confermato che le prime fasi di registrazioni del disco si sarebbero svolte proprio quella sera a Los Angeles subito dopo la cerimonia di premiazione degli Oscar: le sedute, tuttavia, non ebbero molto successo in un primo momento, in quanto Adele dichiarò di aver sofferto del blocco dello scrittore e, a causa di una forte crisi musicale, ha rimandato le registrazioni dell'album affermando che "non si sentiva pronta"; la cantante ha inoltre dichiarato di aver portato nello studio di registrazione anche suo figlio di diciotto mesi, che l'ha ispirata a scrivere la sua prima canzone.
In un'intervista concessa alla trasmissione di BBC Radio, la cantante ha rivelato che dapprima voleva comporre l'intero album completamente dedicato al tema della maternità, ma poi ha scartato l'idea, ritenendo che il disco sarebbe diventato «troppo noioso». L'esibizione di Adele durante la trasmissione è stata registrata e incisa in uno speciale dal titolo Adele Live in London, distribuito alle principali emittenti televisive internazionali.
Il disco ha segnato per Adele un periodo molto impegnativo, in quanto la cantante credeva che l'album non sarebbe mai stato completato. Durante le sedute iniziali di registrazione, la cantante era a corto di idee e ha iniziato a soffrire del blocco dello scrittore, inducendola a credere di aver perso la capacità di scrivere e di comporre canzoni, ma gli scrittori e i colleghi l'hanno incoraggiata a tornare in studio e a continuare a registrare. Dopo quello che sembrò essere un processo molto arduo e lungo per l'artista, che temeva di aver perso la vena creativa, il materiale di 25 è stato finito e inciso più volte, a causa dell'insicurezza e degli impegni che Adele ha avuto riguardo a suo figlio.

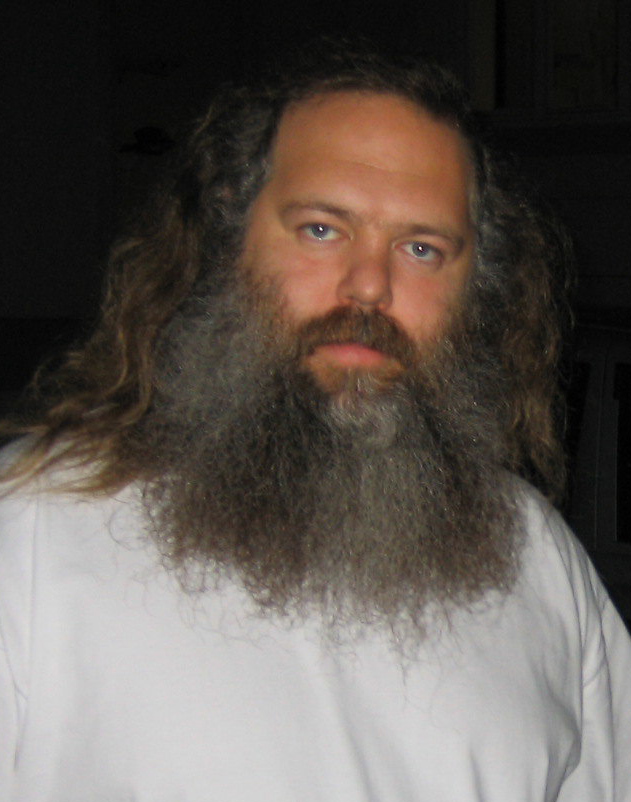
Rick Rubin, produttore discografico statunitense e già collaboratore di Adele in 21.

Nel 2013 ha ricominciato a registrare ancora una volta contattando l'amico e produttore Kid Harpoon, ma con risultati non molto soddisfacenti: a pochi mesi di distanza Adele è volata a New York per iniziare a lavorare sul suo materiale con il suo collaboratore di lunga data Ryan Tedder, frontman degli OneRepublic e con cui la cantante registrò molti brani per il suo album precedente. Tuttavia, anche questa volta le sessioni si rivelarono infruttuose, ma il ritorno con Tedder segnò per l'artista un nuovo periodo, nel quale si sentì più sicura e fiduciosa del lavoro che stava svolgendo: nel novembre 2013, quando Adele contattò il suo storico produttore di 21, Rick Rubin, egli dichiarò:
La svolta decisiva per la realizzazione dell'album è avvenuta quando la cantante ha incontrato il produttore Greg Kurstin, con il quale non ha mai avuto occasione di collaborare. Il primo brano registrato è stato Hello, scritto dalla cantante stessa insieme a Kurstin, il quale si è occupato delle fasi di produzione e registrazione: il pezzo è stato composto nel mese di aprile 2014 a Chiswick, presso l'abitazione della cantante, e ha richiesto un periodo di sei mesi per essere completata, un processo abbastanza lungo rispetto alle altre composizioni di Adele; ad agosto Adele e Kurstin si sono recati a Los Angeles, spendendo due mesi per registrare nuovamente la parte vocale del brano. Adele ha in seguito dichiarato che la sua fonte di ispirazione più importante per la scrittura di Hello è stato Frozen di Madonna, tratto dall'album Ray of Light del 1998.

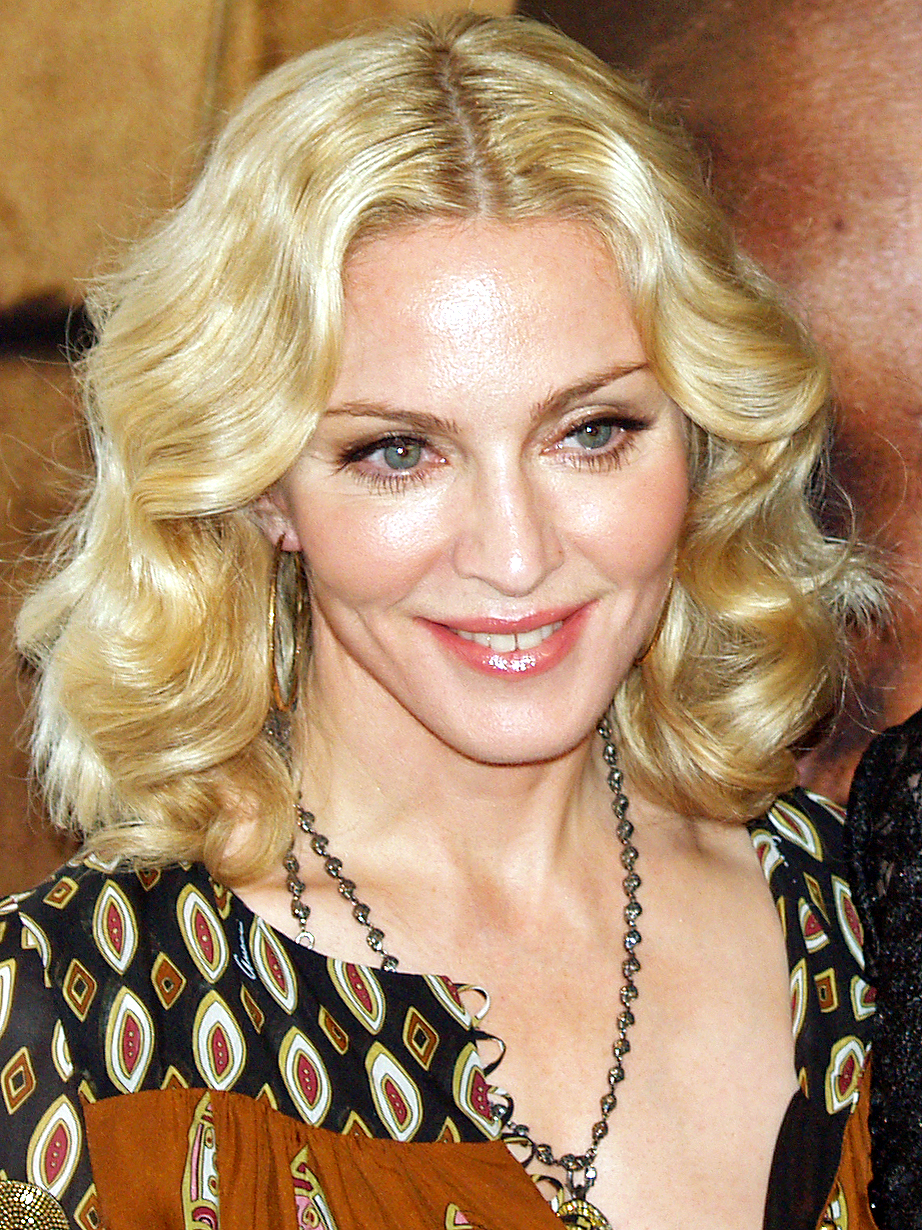
L'album Ray of Light della cantante statunitense Madonna è stata la principale fonte d'ispirazione per la realizzazione di 25.

Durante le sessioni di Los Angeles Adele ha anche scritto e composto When We Were Young, al fianco di Tobias Jesso Jr.: il brano è stato scritto all'interno di una casa presa in affitto dove si sono svolte le registrazioni al pianoforte e con i bassi: in seguito, la cantante ha anche collaborato con il noto cantante Bruno Mars per l'incisione della canzone All I Ask, che in origine doveva essere un brano uptempo, ma poi la coppia decise di renderlo una ballata. Subito dopo le infruttuose registrazioni con Tedder, i due sono andati a pranzo in un locale di Beverly Hills, dove Adele ha sentito la canzone I Knew You Were Trouble di Taylor Swift: la cantante ne rimase subito colpita, chiedendo a Tedder chi avesse prodotto la canzone, ed egli la informò che il produttore esecutivo del brano era lo svedese Max Martin, al quale Adele inviò una demo della sua nuova canzone.
L'ultimo brano inciso è stato Send My Love (to Your New Lover), di cui Adele aveva scritto e registrato una demo all'età di 13 anni dopo essere stata ispirata dall'album Frank della nota cantante Amy Winehouse, uscito nel 2003.

### Canzoni scartate
Adele ha co-scritto una canzone intitolata Alive con Jesso e Sia. Inizialmente composta per 25 insieme a Bird Set Free e un'altra traccia, Adele decise di non includere nessuna di queste canzoni nell'album finale. In seguito alla decisione di Adele, Sia decise di proporre il pezzo a Rihanna, che tuttavia rifiutò. I brani Alive e Bird Set Free saranno alla fine incisi da Sia per il suo settimo album This Is Acting (2016).
Poco prima delle registrazioni dell'album, Adele incontrò Phil Collins per discutere di un'eventuale collaborazione. «Avevo questa canzone in testa» ha raccontato la cantante a Rolling Stone «e non riesco a ricordare se gli ho dato [a Phil Collins] una copia della canzone oppure un coro o qualcosa del genere, e poi mi sono solamente tirata fuori da tutto.» Sulla questione Collins ha aggiunto: «[Adele] mi ha mandato un pezzo musicale su cui ho cominciato a lavorare ma era molto difficile riuscire a contattarla. Lei ha un figlio e tutte le cose che la circondano la tengono molto impegnata. Dopo un po' di tempo ho riprovato a contattarla per capire cosa stesse succedendo. Ma alla fine non se ne è fatto più nulla.»

## Il titolo
Il titolo dell'album è stato scelto sulla scia dei titoli degli album precedenti della cantante: Adele ha infatti ammesso che voleva riuscire a comporre e realizzare un album che la dipingesse, in tutto e per tutto, durante la sua crescita artistica quando aveva ancora 25 anni, poiché tale età ha rappresentato per la cantante una sorta di rivoluzione musicale e una porta che l'ha proiettata nella sperimentazione di nuove esperienze; anche questa volta, Adele ha deciso di scegliere come nome dell'album semplicemente un numero, rappresentante la sua età al momento della realizzazione dei brani contenuti.
(Adele parlando della scelta del titolo dell'album.)

## Accoglienza
| Recensione           | Giudizio |
| -------------------- | -------- |
| AllMusic             |          |
| Billboard            |          |
| The Daily Telegraph  |          |
| Entertainment Weekly | A–       |
| The Guardian         |          |
| The Independent      |          |
| NME                  | 3/5      |
| Pitchfork            | 7.3/10   |
| Rolling Stone        |          |
| Spin                 | 6/10     |

L'album è stato subito accolto da recensioni molto positive dalla critica musicale, arrivando ad un punteggio medio di 76 su 100 sulla base di 21 recensioni, calcolato in base ai dati raccolti dal sito Metacritic.
Ancor prima della sua uscita, molte riviste musicali importanti, tra cui spiccano Billboard, SMH e Fuse, hanno definito 25 come l'album più atteso del 2015, e l'attesa per l'uscita del disco è riuscita a superare quella di molti altri lavori di artisti diversi, come Justin Bieber, gli One Direction e i 5 Seconds of Summer, i quali sono stati pubblicati all'inizio di novembre e prima dell'uscita del nuovo disco della cantante.
Il disco ha avuto un'eccellente recensione da Neil McCormick per il The Daily Telegraph, che ha assegnato all'album un raro 5 stelle su 5 e che secondo il quale «25 è sicuramente al pari del suo predecessore. La bellezza del canto di Adele è senza sforzo, come un angelo, ed è riuscita alla perfezione a mantenere quel tocco tranquillo e malinconico, l'allungamento delle vocali e la sua capacità di sfruttare a pieno il ritmo e la musica». Un parere molto favorevole e simile a questo è stato espresso in seguito da Andy Gill che, scrivendo per il The Independent, ha assegnato all'album 3 stelle su 5, notando come «la sua voce melodica si sposi perfettamente con tutte le canzoni e 25 possa essere il vero ritorno di Adele».
La celebre rivista Billboard ha fortemente elogiato la prestazione vocale della cantante e della scrittura dei brani, dicendo che «è difficile trovare una voce come la sua, che possa riecheggiare in sonorità malinconiche e sconsolate».
Secondo il Los Angeles Times, l'uscita di 25 non avrebbe potuto soddisfare meglio i fan di Adele, che hanno atteso per anni il suo ritorno e che finalmente si possono gustare tutta la sua nuova musica.
Leah Greenblat di Entertainment Weekly lo ha definito «Un album nuovo ma familiare, una meravigliosa raccolta dei brani inclusi in 21 con un accenno più duro e accompagnate da una voce angelica, capace di eseguire ogni brano divinamente». Jon Dolan, della celebre rivista Rolling Stone, ha elogiato l'album conferendogli il massimo voto possibile (cinque stelle su cinque).

## Promozione
Il 23 ottobre 2015 è stato pubblicato il primo singolo estratto da 25, ovvero Hello. Accompagnato da un video musicale girato nei pressi di Montréal, il quale è riuscito ad accumulare oltre 27,7 milioni di visualizzazioni in un solo giorno (battendo in tal modo il record precedente appartenente a Bad Blood di Taylor Swift) nonché il più veloce a raggiungere le 100 milioni di visualizzazioni su YouTube (superando Wrecking Ball di Miley Cyrus), Hello ha riscosso un enorme successo a livello mondiale: ha debuttato direttamente in vetta alle classifiche iTunes di 106 paesi del mondo e ha raggiunto la prima posizione della Billboard Hot 100 negli Stati Uniti d'America e della Official Singles Chart nel Regno Unito, nonché in Australia, Canada, Nuova Zelanda, Italia, Paesi Bassi, Spagna, Portogallo, Francia, Germania e Svezia. Con una vendita di 1.112.000 unità in una singola settimana, diventa la prima canzone nella storia della musica a superare la soglia del milione di copie vendute in una settimana sul suolo statunitense; nell'arco di tre settimane il singolo ha venduto oltre 3 milioni di copie nel mondo.
Il 27 ottobre la BBC One ha annunciato i piani per una speciale trasmissione televisiva di un'ora presentato da Graham Norton in cui Adele avrebbe dovuto parlare dell'uscita del suo nuovo lavoro in studio. Intitolata Adele Live at the BBC, la trasmissione è stata registrata davanti ad un pubblico dal vivo il 2 novembre ed è stata trasmessa su BBC One il giorno della pubblicazione dell'album: durante l'intervista concessa a Norton la cantante ha anche eseguito la sua prima performance dal vivo del singolo Hello, caricata successivamente sul canale Vevo della cantante, dove ha superato le 10 milioni di visualizzazioni nel corso del primo giorno. Il 27 ottobre è stato ufficializzato il fatto che Adele si sarebbe dovuta esibire al Saturday Night Live il 21 novembre.
Il 30 ottobre, attraverso un comunicato pubblicato dalla stessa Adele su Facebook, è emerso che la cantante si sarebbe esibita presso il Radio City Music Hall di New York il 17 novembre, e che l'evento Adele Live in New York City sarebbe stato trasmesso in tutto il mondo a partire dal 19 novembre.
Nel novembre 2015 Adele ha annunciato l'inizio della tournée a supporto del disco, Adele Live 2016, partito da Belfast il 29 febbraio 2016 e terminato il 13 giugno dello stesso anno ad Anversa.

## Tracce
1. Hello – 4:55 (Adele Adkins, Greg Kurstin)
2. Send My Love (to Your New Lover) – 3:43 (Adele Adkins, Karl Johan Schuster, Max Martin)
3. I Miss You – 5:48 (Adele Adkins, Paul Epworth)
4. When We Were Young – 4:50 (Adele Adkins, Tobias Jesso Jr.)
5. Remedy – 4:05 (Adele Adkins, Ryan Tedder)
6. Water Under the Bridge – 4:00 (Adele Adkins, Greg Kurstin)
7. River Lea – 3:45 (Adele Adkins, Brian Burton)
8. Love in the Dark – 4:45 (Adele Adkins, Samuel Dixon)
9. Million Years Ago – 3:47 (Adele Adkins, Greg Kurstin)
10. All I Ask – 4:31 (Adele Adkins, Bruno Mars, Christopher "Brody" Brown, Philip Lawrence)
11. Sweetest Devotion – 4:11 (Adele Adkins, Paul Epworth)

Tracce bonus nella versione Target
1. Can't Let Go – 3:18 (Adele Adkins, Linda Perry)
2. Lay Me Down – 4:30 (Adele Adkins, Tobias Jesso Jr.)
3. Why Do You Love Me – 3:59 (Adele Adkins, Rick Nowels)

## Successo commerciale
L'album ha riscosso un enorme successo commerciale fin da subito. Il disco ha conquistato dopo pochi minuti dalla sua pubblicazione la vetta delle classifiche musicali di iTunes in 110 paesi del mondo. L'album è diventato il disco più preordinato della storia, con oltre 500.000 preordini; è stato inoltre reso noto il fatto che, secondo Billboard, solo nella prima settimana sono stati distribuiti 3.6 milioni di copie dalla Columbia Records.

### America
Negli Stati Uniti d'America 25 ha debuttato direttamente in cima alla Billboard 200 e venduto oltre 900 000 copie sulla piattaforma iTunes già nel giorno della sua pubblicazione, battendo il record di maggior numero di vendite digitali in 24 ore nel territorio statunitense e segnando in tal modo il più alto debutto della cantante sul nuovo continente; in soli tre giorni è divenuto inoltre l'album venduto più velocemente nel paese del 2015 secondo le fonti di Nielsen SoundScan, con un debutto di 2,3 milioni di copie e oltre 3,6 milioni di copie distribuite dalla Columbia Records, come riportato dalla rivista Billboard, ragion per cui il 27 novembre a 25 sono stati attribuiti tre dischi di platino dalla RIAA. A maggio 2020 è stato riportato che le unità di vendita dell'album distribuite in territorio statunitense ammontavano a 9,3 milioni.
In Canada, dopo aver debuttato istantaneamente al numero uno della Billboard Canadian Albums, l'album ha raggiunto la soglia delle 306 000 copie vendute, segnando il debutto più alto nella storia del paese per un album musicale, prima appartenente a Let's Talk About Love di Céline Dion, uscito nel 1997.

### Europa
Nel Regno Unito 25 ha superato le 300.000 copie distribuite a distanza di un giorno dalla sua pubblicazione, ottenendo il suo primo disco di platino il 21 novembre 2015 secondo quanto riportato dalla Official Charts Company; in tale settimana, che ha segnato il debutto più alto per Adele nel paese, le vendite di 25 hanno superato quelle dell'album Be Here Now degli Oasis. Il 26 novembre l'album ha debuttato alla prima posizione della Official Albums Chart, vendendo oltre 800.307 copie, dati di vendita mai registrati prima di allora.
In Germania 25 ha debuttato in vetta alla classifica tedesca vendendo 263.000 copie digitali nel corso della prima settimana, il secondo miglior esordio in classifica della storia dopo l'album 12 di Herbert Grönemeyer, pubblicato nel 2007. In Francia, invece, 25 ha esordito al primo posto della classifica ufficiale stilata da SNEP grazie ad una vendita di 169.963 copie, il che lo ha reso l'album musicale venduto più velocemente del 2015.
In Italia 25 ha raggiunto la cima della Classifica FIMI Album il 20 novembre ed è stato certificato disco d'oro dalla FIMI dopo appena tre giorni dalla sua pubblicazione; nella settimana seguente l'album è sceso alla terza posizione ma ha incrementato ulteriormente le proprie vendite, venendo infatti certificato disco di platino.
Nei Paesi Bassi l'album si è subito posizionato direttamente alla prima posizione con una vendita di 120.000 copie nel corso della sola settimana di debutto.

### Oceania
25 ha fatto il suo primo ingresso all'interno della classifica australiana in data 27 novembre 2015, e, grazie alla distribuzione di oltre 210.000 copie in cinque giorni, si è guadagnato la prima posizione della ARIA Charts ed è stato certificato triplo disco di platino.

## Classifiche

### Classifiche settimanali
| Classifiche (2015) | Posizione massima |
| ------------------ | ----------------- |
| Australia          | 1                 |
| Austria            | 1                 |
| Belgio (Fiandre)   | 1                 |
| Belgio (Vallonia)  | 1                 |
| Brasile            | 1                 |
| Canada             | 1                 |
| Corea del Sud      | 1                 |
| Croazia            | 1                 |
| Danimarca          | 1                 |
| Finlandia          | 1                 |
| Francia            | 1                 |
| Germania           | 1                 |
| Giappone           | 7                 |
| Grecia             | 1                 |
| Irlanda            | 1                 |
| Italia             | 1                 |
| Messico            | 1                 |
| Norvegia           | 1                 |
| Nuova Zelanda      | 1                 |
| Paesi Bassi        | 1                 |
| Polonia            | 1                 |
| Portogallo         | 1                 |
| Regno Unito        | 1                 |
| Repubblica Ceca    | 1                 |
| Spagna             | 1                 |
| Stati Uniti        | 1                 |
| Sudafrica          | 1                 |
| Svezia             | 1                 |
| Svizzera           | 1                 |
| Ungheria           | 1                 |

### Classifiche di fine anno
| Classifica (2015) | Posizione |
| ----------------- | --------- |
| Australia         | 1         |
| Austria           | 3         |
| Belgio (Fiandre)  | 2         |
| Belgio (Vallonia) | 4         |
| Corea del Sud     | 4         |
| Danimarca         | 4         |
| Francia           | 2         |
| Germania          | 2         |
| Irlanda           | 1         |
| Islanda           | 6         |
| Italia            | 4         |
| Messico           | 11        |
| Nuova Zelanda     | 1         |
| Paesi Bassi       | 1         |
| Polonia           | 1         |
| Russia            | 7         |
| Regno Unito       | 1         |
| Spagna            | 4         |
| Svezia            | 5         |
| Svizzera          | 1         |
| Ungheria          | 7         |
| Classifica (2016) | Posizione |
| Australia         | 1         |
| Austria           | 12        |
| Belgio (Fiandre)  | 2         |
| Belgio (Vallonia) | 5         |
| Canada            | 1         |
| Corea del Sud     | 5         |
| Danimarca         | 11        |
| Francia           | 20        |
| Germania          | 6         |
| Italia            | 17        |
| Messico           | 21        |
| Nuova Zelanda     | 1         |
| Paesi Bassi       | 1         |
| Polonia           | 8         |
| Regno Unito       | 1         |
| Spagna            | 3         |
| Stati Uniti       | 1         |
| Svezia            | 6         |
| Svizzera          | 1         |
| Ungheria          | 27        |
| Classifica (2017) | Posizione |
| Croazia           | 22        |
| Classifica (2024) | Posizione |
| Portogallo        | 136       |

### Classifiche di fine decennio
| Classifica (2010-19) | Posizione |
| -------------------- | --------- |
| Australia            | 3         |
| Paesi Bassi          | 2         |

## Date di pubblicazione
| Paese                 | Data di pubblicazione | Edizione | Formato                   | Etichetta                 | Numero di catalogo | Note    |
| --------------------- | --------------------- | -------- | ------------------------- | ------------------------- | ------------------ | ------- |
| Mondo                 | 20 novembre 2015      | Standard | CD, download digitale, LP | XL, Columbia              | XLCD740            | [ 185 ] |
| Stati Uniti d'America | 20 novembre 2015      | Deluxe   | CD                        | XL, Columbia              | 50281802           | [ 186 ] |
| Giappone              | 20 novembre 2015      | Deluxe   | CD                        | Hostess, UMG              | BGJ-5252           | [ 187 ] |
| Corea del Sud         | 2 dicembre 2015       | Standard | CD, download digitale     | Kang&Music                | KACD1508           | [ 188 ] |
| Cina                  | 21 dicembre 2015      | Standard | CD, download digitale     | BeggarsChina-XL, Starsing | 9787883258315      | [ 189 ] |